# Ибизки хрт
Ибизки хрт је раса пса из породице гонича. Постоје две врсте длаке ове расе: глатка и оштра. Чешћи тип је глатки. Неки сматрају да постоји и трећа врста, дуга, али је дуга длака највероватније варијација оштре.

## Опис
Ибизки хрт је елегантна и окретна раса, са атлетским и атрактивним обрисом и еластичним касом којим прелази терен. Иако је грациозан по изгледу, има добар обим костију и робусна је / издржљива раса. Његове велике усправне уши - заштитни знак расе - широке су у дну и уоквирују дугачку и елегантну главу. 
Врат је дугачак и мршав. Има јединствен предњи склоп са добро положеним раменима и релативно равном надлактицом. Долазе у глатким и оштрим варијантама, њихова длака је комбинација црвене и беле са носом, ушима, очним рубовима и јастучићима стопала светлосмеђе боје. Његове очи су упадљиве боје ћилибара и имају будан и интелигентан израз. Ибизан може бити висок, од 56 до 74 цм и тежак од 20 до 29 кг, при чему су мужјаци већи од женки.

## Темперамент
Ибизански пси су по природи интелигентни, активни и ангажовани. Они су на 53. месту у књизи Стенлија Корена Интелигенција паса, која се сматра просечном радном/послушном интелигенцијом, али многи власници Ибизана уживају да препричавају мноштво примера способности решавања проблема. Они су прави "кловнови" псећег света, који уживају у забављању својих људи својим несташлуцима. Иако су понекад донекле независни и тврдоглави, они добро подносе обуку ако се користе позитивне методе, али ће се одрећи казнених метода обуке. Они су углавном тихи, али ће алармирати лајати ако је потребно, тако да су добри пси чувари. Они су осетљиви пси и веома су добри са децом и другим псима. Углавном су добри кућни пси, али су активни и атлетски, па им је стога потребно много дневне вежбе. 
Ибизански пси су „ескаполози“: у стању су да скачу невероватне висине из мртве тачке, па су им потребне веома високе ограде. Такође је познато да се пењу, а многи могу да побегну из сандука и могу да отворе капије за бебе, па чак и браве. Имају снажан нагон за пленом, па им се не може веровати без поводца осим у безбедно затвореном простору. Када се скину са поводца, можда се неће вратити дуго времена. Пас који зна где му је дом и околину обично ће се вратити неповређен.

## Здравље
Ибизански гонич је типичан за групу гонича по томе што ретко пати од наследних болести. Мање здравствене бриге за расу укључују напади и алергије; веома ретко се код расе виде аксонска дистрофија, катаракта, дисплазија мрежњаче и глувоћа. Власници ибизанског гонича треба да тестирају очи својих паса од стране ветеринара пре него што се размноже. ЦЕРФ и БАЕР тестирање се препоручује за расу. Ибизански пси су осетљиви на барбитуратну анестезију и обично живе између 12 и 14 година.

## Историја
ДНК анализа показује да је раса настала недавно од других раса.
Ибизански гонич је по функцији и типу сличан неколико раса паса, као што су фараонски гонич, кирнеко дел'Етна, португалски поденго и поденко канарио. Ибизански пас је највећа од ових раса, коју је Међународна кинолошка федерација класификовала у примитивне врсте.
Ова раса потиче са острва Ибица и традиционално се користила у областима каталонског говорног подручја Шпаније и Француске где је била позната под именом ле чарнигуе, за лов на зечеве и другу ситну дивљач. Ибизански гонич је брз пас који може да лови на свим врстама терена, служечи се мирисом, звуком и видом. Ловци воде ове псе у углавном женским чопорима, са мужјаком или два, јер се женка сматра бољим ловцем.
Традиционално, фармер може имати једног пса, а веома добростојећи фармер два пса за хватање зечева за храну. Међутим, последњих двадесетак година на њега се гледа као на спорт где се у потери за једним зецем може видети између пет и петнаест паса.
Ауторитет Ибизанског хрта Микел Росело је дао детаљан опис радног испитивања које карактерише њихову типичну технику и акцију лова, што је упечатљиво илустровано акционим фотографијама Чарлса Камберокуеа које показују понашање у лову и типичан терен за лов. Док ће локални ловци понекад користити једног пса или запрегу, а често чопоре од шест до осам или чак петнаест, радна проба захтева процену једне или две запреге. 

## Иѕвори
1. ↑  „IBIZKI HRT”. Kinološki savez Republike Srbije (на језику: српски). Приступљено 2024-10-28.
2. ↑  Bloodhound, Teton NewMedia, 2012-02-01, стр. 80—81, ISBN 978-1-59161-002-1, Приступљено 2024-10-28
3. ↑  Parker, Heidi G.; Kim, Lisa V.; Sutter, Nathan B.; Carlson, Scott; Lorentzen, Travis D.; Malek, Tiffany B.; Johnson, Gary S.; DeFrance, Hawkins B.; Ostrander, Elaine A. (2004-05-21). „Genetic Structure of the Purebred Domestic Dog”. Science. 304 (5674): 1160—1164. ISSN 0036-8075. doi:10.1126/science.1097406.
4. ↑  GRIMALT, Miquel; ROSSELLÓ, Joan (2020-12-13). „InunIB: Analysis of a flood database for the Balearic Islands”. European Journal of Geography. 11 (3): 6—21. ISSN 1792-1341. doi:10.48088/ejg.m.gri.11.3.6.21.
5. ↑  „Charles Camberoque”. web.archive.org. 2014-05-30. Архивирано из оригинала 30. 05. 2014. г. Приступљено 2024-10-28.